# Kościół Matki Bożej Częstochowskiej w Knurowie
Kościół Matki Bożej Częstochowskiej w Knurowie – mieści się przy ulicy Kapelanów Wojskowych w Knurowie. 26 maja 1979 Urząd Wojewódzki w Katowicach wydał zezwolenie na budowę kościoła, a 6 czerwca 1979 podczas pielgrzymki papieża Jana Pawła II został poświęcony kamień węgielny – wykonany z czarnego marmuru przez Andrzeja Kancelisty z Knurowa – pod budowę nowego kościoła.
3 maja 1980 roku została wydana decyzja Naczelnika Miasta Knurowa Rufina Szymała, który zatwierdził plan realizacyjny budowy kościoła, plebanii i zaplecza gospodarczego, a 20 listopada wydał zgodę na budowę kościoła pw. Matki Bożej Częstochowskiej, projektu architekta prof. Adama Lisika. W styczniu 1981 roku nastąpiło poświęcenie placu budowy kościoła, a 1982 roku rozpoczęto budowę domu katechetycznego. W latach 1980–1982 nad budową kościoła czuwał wikariusz ks. Bronisław Byrtek. Następnie z polecenia biskupa chwilowo funkcję budowniczego pełnił ks. Franciszek Balion. Od roku 1982 funkcję budowniczego pełnił ks. Jerzy Kolon, który w roku 1983 został proboszczem tejże parafii do roku 1993.
3 listopada 1982 roku został wydany dekret o powstaniu parafii Matki Bożej Częstochowskiej w Knurowie, natomiast 26 marca 1983 roku nastąpiło poświęcenie krypty przez bpa Herberta Bednorza. 21 października 1984 roku poświęcono kaplicę nabożeństw codziennych oraz jednocześnie wmurowano kamień węgielny i akt erekcyjny. 29 listopada 1986 roku bp Damian Zimoń poświęcił kościół Matki Bożej Częstochowskiej w Knurowie.
W 1993 roku proboszczem parafii został ks. Jan Buchta, który w 2015 roku przeszedł na emeryturę. 20 października 1995 roku nastąpiło poświęcenie dzwonów, które wykonała ludwisarnia Zbigniewa Felczyńskiego z Taciszowa. Każdy z dzwonów ma swoją nazwę: Maryja, Barbara, Krzysztof – Florian. 3 i 4 października 1997 roku nastąpiła peregrynacja kopii obrazu Matki Boskiej Częstochowskiej. W roku 1999 odmalowano kościół oraz namalowano stacje drogi krzyżowej.
11 listopada 2003 roku bp Stefan Cichy dokonał poświęcenia nowego marmurowego ołtarza i ambony oraz złożył w ołtarzu relikwie św. Faustyny. 29 sierpnia 2004 roku nastąpiło poświęcenie nowej chrzcielnicy; a październiku 2005 roku zakupiono i zamontowano nowe organy. W 2009 roku zostało zamontowane w kościele ogrzewanie podłogowe. W 2013 roku zostały zamontowane nowe witraże. 
W roku 2014 stanowisko nowego organisty objął Pan Marcin Szumilas, który pełnił tę funkcję do czerwca 2024 roku. 12 kwietnia 2015 r. na mszy o godzinie 17.00 odbyło się uroczyste poświęcenie nowych organów piszczałkowych przez księdza arcybiskupa Wiktora Skworca.
W 2015 roku proboszczem parafii został ks. Krzysztof Tabath – pochodzący z parafii św. Urbana w Paniówkach.